# La Vela de Coro (paroisse civile)
Pour les articles homonymes, voir La Vela de Coro.
La Vela de Coro est l'une des cinq paroisses civiles de la municipalité de Colina dans l'État de Falcón au Venezuela. Sa capitale est La Vela de Coro, chef-lieu de la municipalité.

## Géographie

### Démographie
La paroisse civile abrite plusieurs localités, dont :
- El Carrizal
- El Cerro
- La Aguada
- La Vela de Coro (chef-lieu de la municipalité)
- Los Bosteros
- Mataruca
- Pueblo Nuevo
- Sabana Larga
- Taratara